# Án lệ 30/2020/AL
Án lệ 30/2020/AL về hành vi cố ý điều khiển phương tiện giao thông chèn lên bị hại sau khi xảy ra tai nạn giao thông là án lệ công bố thứ 30 thuộc lĩnh vực hình sự của Tòa án nhân dân tối cao tại Việt Nam, được Hội đồng Thẩm phán Tòa án nhân dân tối cao thông qua, Chánh án Tối cao Nguyễn Hòa Bình ra quyết định công bố ngày 25 tháng 2 năm 2020, và có hiệu lực cho tòa án các cấp trong cả nước nghiên cứu, áp dụng trong xét xử từ ngày 15 tháng 4 năm 2020. Án lệ 30 dựa trên nguồn là Bản án phúc thẩm số 260 ngày 16 tháng 5 năm 2019 của Tòa án nhân dân cấp cao tại Hà Nội về vụ án giết người, nội dung xoay quanh tai nạn giao thông; điều khiển xe chèn lên người bị hại; và vi phạm quy định về điều khiển phương tiện giao thông đường bộ. Án lệ này do Tòa án nhân dân tỉnh Hà Tĩnh đề xuất.
Trong vụ việc, bị cáo Phan Đình Q điều khiển phương tiện giao thông là xe ô tô tải trên tuyến đường Quốc lộ 1 đi qua huyện Kỳ Anh, tỉnh Hà Tĩnh. Trong lúc điều khiển phương tiện giao thông rẽ vào lối đi kết nối, bị cáo đã vi phạm quy định về điều khiển, dẫn tới va chạm với nạn nhân là Hoàng Đức P, người đang di chuyển đúng quy định giao thông bằng xe máy điện. Sau va chạm, bị cáo đã thực hiện những hành động dẫn tới hậu quả đặc biệt nghiêm trọng là nạn nhân chết. Từ đây, trải qua quá trình khởi tố, điều tra, truy tố, xét xử, sơ thẩm, phúc thẩm, vụ án được chọn làm án lệ để xác định tội giết người dựa trên hành vi và lời khai của bị cáo trên thực tế.

## Nội dung vụ án

### Tóm lược thực tế
| “                                                                                               | Sau khi điều khiển xe ô tô đã gây ra tai nạn cho em P, khi xuống kiểm tra nhìn thấy nạn nhân bị cuốn vào gầm ô tô và đang nằm ở phía trước bánh xe ô tô là nguy hiểm, nhưng Q lại không giữ nguyên hiện trường và tìm cách đưa nạn nhân ra khỏi xe ô tô để đưa đi cấp cứu, mà Q lại cho xe tiếp tục chạy tiến lên phía trước và chấp nhận cho xe ô tô chạy qua người nạn nhân đang nằm dưới gầm xe ô tô và hậu quả là em P đã bị bánh phía sau xe ô tô đè qua đầu, làm vỡ sọ não và đã tử vong ngay lúc đó. Xét, bị cáo Q có đầy đủ năng lực nhận thức việc Q cho xe ô tô đi tiếp là rất nguy hiểm cho tính mạng của nạn nhân nằm dưới xe ô tô như nhiều lời khai của bị cáo trong quá trình điều tra vụ án. | ” |
| —Tòa án nhân dân huyện Kỳ Anh, nhận định về tội của bị cáo trong phiên xét xử sơ phẩm thứ nhất. | |   |

Theo cáo trạng của Viện kiểm sát nhân dân tỉnh Hà Tĩnh, bản án hình sự sơ thẩm của Tòa án nhân dân tỉnh Hà Tĩnh và diễn biến tại phiên tòa thì nội dung vụ án được tóm tắt như sau: khoảng 16 giờ 00 phút ngày 31 tháng 5 năm 2016, Phan Đình Q (gọi tắt: Q) có giấy phép lái xe hạng C, điều khiển xe ô tô tải, loại xe có trọng tải sáu tấn đi trên đường Quốc lộ 1, theo hướng từ xã Đ đến xã T, đi cùng chiều với Q có xe máy điện, do Hoàng Đức P (gọi tắt: em P) điều khiển đang đi trên phần đường dành cho người đi bộ và xe thô sơ. Khi Q điều khiển xe ô tô đi đến Km 548. Quốc lộ 1 thuộc xã T, huyện Kỳ Anh (đoạn giao nhau với xã T) thì bất ngờ Q điều khiển xe ô tô chuyển hướng rẽ phải đi vào đường liên xã theo hướng đến Ủy ban nhân dân xã, cùng lúc này em P cũng vừa đi đến. Do Q điều khiển xe chuyển hướng, nhưng lại không quan sát kỹ nên xe ô tô của Q đã va chạm gây ra tai nạn đối với xe máy điện do em P điều khiển, làm phần khung kim loại bảo vệ bình hơi phía bên phải xe ô tô va chạm với xe máy điện của em P, làm xe máy điện của em P bị cuốn vào gầm xe ô tô.
Sau khi xảy ra va chạm thì Q liền dừng xe lại, nhảy xuống khỏi xe rồi đi vòng ra sau phía bên phụ xe ô tô để kiểm tra thì nhìn thấy có một người nằm dưới gầm xe ô tô, đầu hướng về cổng chào xã T, còn chân thì hướng Quốc lộ 1, tay phải nằm vắt ra ngoài, bánh phía sau bên phụ của ô tô đè lên phần vai, gáy của em P, phần mặt bên trái của P tiếp xúc với mặt đường. Sau khi thấy em P bị tai nạn nằm ở tư thế bị chèn ở phía trước của hàng bánh sau xe ô tô, Q đứng quan sát được khoảng gần một phút, rồi lên xe cài số một để tiếp tục cho xe chạy tiến lên và xe ô tô của Q đè qua đầu nạn nhân, làm cho nạn nhân bị vỡ sọ não và tử vong. Hành vi phạm tội của bị cáo Phan Đình Q thì trước đó Toà án nhân dân huyện Kỳ Anh, tỉnh Hà Tĩnh đã đưa ra xét xử sơ thẩm theo tội danh mà Viện kiểm sát nhân dân huyện Kỳ Anh truy tố về tội vi phạm quy định về điều khiển phương tiện giao thông đường bộ. Tuy nhiên, căn cứ vào kết quả thẩm vấn tại phiên toà, Hội đồng xét xử sơ thẩm của Toà án nhân dân huyện Kỳ Anh cho rằng: hành vi phạm tội của Q là hành vi giết người. Từ đây, Tòa sơ thẩm đã trả hồ sơ cho Viện kiểm sát nhân dân huyện Kỳ Anh, để chuyển hồ sơ lên cấp tỉnh điều tra, truy tố, xét xử Phan Đình Q về tội giết người. Bên cạnh đó, trong quá trình điều tra vụ án, Hoàng Mạnh H (bố đẻ của nạn nhân Hoàng Đức P), yêu cầu bị cáo phải bồi thường tổng số tiền 199,245 triệu đồng. Gia đình bị cáo Q đã bồi thường được 70 triệu đồng.

### Khám nghiệm hiện trường

#### Chỉ số hiện trường
Tại biên bản khám nghiệm hiện trường vào hồi 17 giờ 35 phút ngày 31 tháng 5 năm 2016 tại xã T, huyện Kỳ Anh, tỉnh Hà Tĩnh, thể hiện: hiện trường xảy ra tại Km 548, Quốc lộ 1, đoạn giao nhau với đường rẽ vào cổng chào xã T. Lấy cột mốc số 548, QL.1 làm mốc cố định, mép đường bên đường Quốc lộ 1 theo hướng từ Nam ra Bắc làm trục cố định. Đo vuông góc qua mốc cố định theo hướng từ ngoài Bắc vào Nam, đến điểm dấu vết chà lốp là 76,8 m. Vết chà lốp màu đen, có dạng đường thẳng dài 3,0 m, có kích thước chiều rộng 0,2 m, có chiều hướng từ Nam ra Bắc. Từ điểm dấu vết chà lốp đến mép lề đường bên phải là 1,0 m, điểm cuối vết chà lốp trùng với mép lề đường bên phải. Đo từ điểm cuối vết chà lốp theo hướng từ trong Nam ra Bắc đến tâm trục bánh sau xe máy điện là 1,0 m.
Xe máy điện ngã nghiêng sang phải trên mặt đường nhựa nằm trong khu vực ngã ba giao nhau giữa đường Quốc lộ 1 và đường đi Ủy ban nhân dân xã T, đầu xe quay hướng Đông Bắc, đuôi xe quay hướng Tây Nam, từ tâm trục bánh sau xe máy điện đến mép lề đường bên phải là 1,3 m, từ tâm trục bánh trước xe máy điện đến mép lề đường bên phải là 2,1 m. Tâm trục bánh trước xe máy điện trùng với tâm trục bánh trước phía bên lái xe ô tô của Q. Xe ô tô nằm bên mép đường bên phải đường đi Ủy ban nhân dân xã T, đầu xe quay về hướng Đông, đuôi xe quay về hướng Tây. Từ tâm trục bánh trước phía bên người lái đến mép lề đường bên lái đến mép đường bên phải là 38,6 m, từ tâm trục bánh sau xe ô tô phía bên lái đến mép lề đường bên phải là 35,5 m. Đo từ tâm trục bánh trước phía bên lái xe ô tô của Q theo hướng từ Bắc vào Nam đến tâm điểm của mảnh nhựa vỡ là 0,4 m. Mảnh nhựa vỡ màu đen có chiều dài 0,43 m; chiều rộng 0,37 m, từ tâm mảnh vỡ nhựa đến mép lề đường bên phải là 0,75 m.
Đo từ tâm mảnh nhựa vỡ theo hướng từ Nam ra Bắc cho đến tâm điểm của vết máu là 0,7 m. Vết máu màu đỏ, có chiều dài 1,3 m và chiều rộng 0,5 m, vết máu nằm trên mặt đường nhựa theo hướng đi Ủy ban nhân dân xã. Từ tâm vết máu đến mép lề đường bên phải là 5,3 m. Đo từ tâm vết máu theo hướng từ Nam ra Bắc đến tâm đỉnh đầu nạn nhân là 0,4 m. Nạn nhân ở tư thế nằm ngửa đầu quay hướng về Đông, chân quay hướng Tây nằm trên mặt đường nhựa hướng đi Ủy ban nhân dân xã. Từ tâm đỉnh đầu nạn nhân đến mép lề đường bên phải là 5,1 m, từ tâm gót bàn chân bên phải đến mép lề đường bên phải là 3,7 m.

#### Khám nghiệm phương tiện
Biên bản khám nghiệm phương tiện xe ô tô phản ánh: vết xước lốp tại mặt ngoài bánh trước bên phụ, kích thước 40x3,5 cm; tại thanh kim loại phía dưới thuộc phần khung kim loại bảo vệ bình hơi và bình ắc quy bên phụ phát hiện hai vết cày xước kích thước 64x3 cm và 53x3 cm hướng từ trước ra sau; mặt tiếp xúc lốp ngoài, bánh sau bên phụ dính chất bẩn màu nâu đỏ (nghi máu), kích thước 32x23 cm.
Biên bản khám nghiệm phương tiện xe máy điện phản ánh: nắp nhựa để chân che bình ắc quy bung khỏi các chốt định vị, bị gãy vỡ; ốp nhựa bên trái thân xe bị mất; chắn bùn phía sau bên phải biến dạng, xô lệch hướng từ phải sang trái, từ đuôi xe đến đầu xe; trục bánh sau gãy vỡ, biến dạng, kèm vết mài mòn kim loại; thanh kim loại cố định chắn bùn lốp sau cong vênh, biến dạng; giảm xóc bên phải phía sau cong vênh, biến dạng, bị mài mòn mặt ngoài lò xo; mặt ngoài bên phải bánh sau vết xước lốp 30x5cm; ốp nhựa bên phải thân xe trầy xước, mài mòn, kích thước 47x3 cm; đầu mút tay phanh bên phải bị mài mòn. Tại biên bản định giá tài sản ngày 29 tháng 7 năm 2016 của Hội đồng định giá tài sản trong tố tụng hình sự, kết luận: tổng thiệt hại đối với xe máy điện Philips 133S, của nạn nhân P là 2,81 triệu đồng. Vật chứng gồm: một xe ô tô tải nhãn hiệu THACO, màu xanh, xe đã qua sử dụng; một xe máy điện nhãn hiệu Philips 133S, xe đã qua sử dụng.

### Khám nghiệm tử thi
Biên bản khám nghiệm tử thi Hoàng Đức P được lập hồi 17 giờ 45 phút ngày 31 tháng 5 năm 2016 tại Km 548, Quốc lộ 1, xã T, huyện Kỳ Anh phản ánh: đầu mặt biến dạng, vỡ hộp sọ, tổ chức não ra khỏi hộp sọ, các đốt sống cổ bị gãy; gãy xương đòn trái; bụng ngực nhiều vết rách da xây xát rỉ máu; tứ chi, sinh dục, hạ vị, lưng, mông không tổn thương. Tại biên bản giám định ngày 5 tháng 6 năm 2016 của Trung tâm Pháp y, Sở Y tế Hà Tĩnh kết luận: nguyên nhân chết của Hoàng Đức P là do vết thương bị vỡ hộp sọ, hộp sọ bị dẹt phần đầu bên trái, đầu – mặt bị biến dạng hoàn toàn. Nạn nhân chết tại chỗ.

## Xét xử

### Sơ thẩm
Ngày 19 tháng 11 năm 2018, tại trụ sở ở số 94 đường Phan Đình Phùng, phường Tân Giang, thành phố Hà Tĩnh, phiên sơ thẩm ra phán quyết đã diễn ra, Tòa án nhân dân tỉnh Hà Tĩnh tuyên bố: bị cáo Phan Đình Q phạm tội giết người. Áp dụng các điều khoản của Bộ luật Hình sự 1999, xử phạt: 12 năm tù. Thời hạn chấp hành hình phạt tù tính từ ngày bị cáo bị bắt tạm giữ, giam ngày 27 tháng 12 năm 2016.
Về trách nhiệm dân sự: áp dụng Bộ luật Hình sự năm 1999; Bộ luật Dân sự; Nghị quyết số 03 ngày 8 tháng 7 năm 2006 của Hội đồng Thẩm phán Tòa án nhân dân tối cao, xử buộc bị cáo Phan Đình Q phải bồi thường cho gia đình người bị hại do ông Hoàng Mạnh H đại diện với tổng số tiền 175,455 triệu đồng (được trừ 70 triệu đã bồi thường), còn phải bồi thường tiếp 105,455 triệu đồng.
Về xử lý vật chứng: áp dụng Bộ luật Hình sự năm 1999; Bộ luật Tố tụng hình sự năm 2015, quyết định truy thu số tiền 200 triệu đồng do gia đình bị cáo Phan Đình Q đã bán xe ô tô là phương tiện phạm tội của vụ án do bị cáo điều khiển. Tuyên trả lại cho gia đình Hoàng Mạnh H (bố nạn nhân) xe máy điện hiệu Philips 133S đã qua sử dụng. Ngoài ra, Tòa án cấp sơ thẩm còn quyết định về án phí, thông báo quyền kháng cáo theo quy định của pháp luật cho bị cáo, đại diện hợp pháp của người bị hại, người có quyền lợi, nghĩa vụ liên quan trong vụ án.

### Kháng cáo, kháng nghị
Sau khi xét xử sơ thẩm, ngày 26 tháng 11 năm 2018, bị cáo Phan Đình Q kháng cáo kêu oan, bị cáo cho rằng Tòa án cấp sơ thẩm xử bị cáo tội giết người là không đúng tội danh, mà bị cáo chỉ phạm tội vi phạm quy định về điều khiển phương tiện giao thông đường bộ. Ngày 30 tháng 11 năm 2018, đại diện hợp pháp của người bị hại kháng cáo với nội dung: đề nghị xử tăng mức hình phạt tù đối với bị cáo, vì Tòa sơ thẩm xử phạt bị cáo mức hình phạt còn quá nhẹ. Ngày 29 tháng 11 năm 2018, người có quyền lợi và nghĩa vụ liên quan trong vụ án là Nguyễn Tiến A (bố vợ bị cáo) và Nguyễn Thị D (vợ bị cáo) có đơn kháng cáo: đề nghị xem xét lại việc truy thu 200 triệu đồng mà Tòa án cấp sơ thẩm đã quyết định.
Ngày 17 tháng 12 năm 2018, Viện trưởng Viện kiểm sát nhân dân cấp cao tại Hà Nội có quyết định kháng nghị: đề nghị Tòa án nhân dân cấp cao tại Hà Nội áp dụng tình tiết phạm tội có tính chất côn đồ quy định pháp luật, xử tăng mức hình phạt tù đối với bị cáo. Tại phiên tòa, Kiểm sát viên lại đề nghị không áp dụng tình tiết côn đồ mà áp dụng tình tiết phạm tội vì động cơ đê hèn và tăng mức hình phạt tù đối với bị cáo.

## Phúc thẩm

### Trình bày của các bên
Ngày 16 tháng 5 năm 2019, tại trụ sở ở ngõ 02 đường Tôn Thất Thuyết, phường Yên Hoà, quận Cầu Giấy, Hà Nội, phiên phúc thẩm hình sự diễn ra. Tại phiên tòa, bị cáo Phan Đình Q tiếp tục kêu oan về tội danh, bị cáo cho rằng bị cáo không phạm tội giết người như trình bày trong kháng cáo, khai rằng sau khi xuống xem thì bị cáo thấy nạn nhân đã chết. Đại diện Viện kiểm sát nhân dân cấp cao tại Hà Nội cho rằng: sau khi kiểm tra tính có căn cứ pháp luật của bản án sơ thẩm và xét hỏi làm rõ tại phiên tòa, thì thấy Tòa án cấp sơ thẩm kết án bị cáo Q về tội giết người là hoàn toàn có căn cứ pháp luật, bị cáo không nhận tội giết người chỉ là nhằm trốn tránh trách nhiệm hình sự về tội nặng hơn mà thôi. Hành vi phạm tội của bị cáo có tính chất, động cơ đê hèn, vì bị cáo muốn nạn nhân chết hẳn thì bị cáo mới cho xe đi tiếp. Vì vậy, đề nghị Hội đồng xét xử không áp dụng điều khoản về phạm tội có tính chất côn đồ như kháng nghị của Viện trưởng, mà cần áp dụng điều khoản về phạm tội vì động cơ đê hèn, và đề nghị Hội đồng xét xử chấp nhận nội dung kháng nghị, để xử tăng mức hình phạt tù đối với bị cáo Q.
Người bào chữa cho bị cáo Phan Đình Q là Luật sư Nguyễn Văn Đ thì đề nghị: Tòa án cấp phúc thẩm xem xét thấu đáo và thận trọng về hành vi phạm tội của bị cáo, để không chấp nhận nội dung kháng nghị của Viện trưởng và quyết định bản án về tội danh của Tòa án cấp sơ thẩm, để từ đó không kết án bị cáo Q về tội giết người, mà kết án bị cáo về tội vi phạm quy định về điều khiển phương tiện giao thông đường bộ.
Người bảo vệ quyền lợi cho người bị hại là Luật sư Nguyễn Khắc T, Văn phòng luật sư A thuộc Đoàn luật sư Hà Tĩnh, đề nghị Hội đồng xét xử phúc thẩm kết án bị cáo như bản án sơ thẩm và chấp nhận kháng nghị của Viện trưởng để xử tăng hình phạt tù đối với bị cáo.

### Nhận định của Tòa án
Căn cứ vào các tài liệu, chứng cứ có trong hồ sơ vụ án, căn cứ vào kết quả xét hỏi, tranh tụng công khai tại phiên tòa, trên cơ sở xem xét khách quan, toàn diện các tài liệu, chứng cứ, ý kiến của Kiểm sát viên, lời khai của bị cáo và bào chữa của luật sư cho bị cáo, cũng như lời trình bày của đại diện hợp pháp của người bị hại và luật sư bảo vệ quyền và lợi ích hợp pháp cho người bị hại và các đương sự khác trong vụ án, Hội đồng xét xử Tòa phúc thẩm đưa ra nhận định.

#### Lời khai
Nhận định của Hội đồng xét xử Ủy ban Thẩm phán Tòa án nhân dân cấp cao tại Hà Nội, Quyết định 280/2019/HSPT.
Trong quá trình điều tra vụ án của Cơ quan Cảnh sát điều tra Công an huyện Kỳ Anh và Cơ quan Cảnh sát điều tra Công an tỉnh Hà Tĩnh, cũng như lời khai của bị cáo tại phiên tòa sơ thẩm của Tòa án nhân dân huyện Kỳ Anh và tại phiên tòa sơ thẩm của Tòa án nhân dân tỉnh Hà Tĩnh thì bị cáo Phan Đình Q đều thừa nhận bị cáo là người đã gây nên cái chết đối với nạn nhân Hoàng Đức P vào khi bị cáo đang điều khiển xe ô tô rẽ vào đường theo hướng đi đến Ủy ban nhân dân xã T. Mặc dù, bị cáo Q khai nhận như vậy, nhưng bị cáo lại cho rằng hành vi phạm tội của bị cáo chỉ phạm vào tội vi phạm quy định về điều khiển phương tiện giao thông đường bộ chứ không phạm tội giết người, bởi vì: tuy bị cáo là người lái xe ô tô đè qua đầu em P, nhưng do bị cáo luống cuống, đã cài nhầm số mà lẽ ra bị cáo lùi xe, thì bị cáo lại cho xe đi thẳng, bị cáo không muốn nạn nhân chết.
Hội đồng xét xử phúc thẩm thấy: trong khi đang điều khiển xe ô tô phát hiện có việc va chạm, xảy ra tai nạn giao thông thì Q đã dừng xe lại để xuống kiểm tra, khi Q nhìn thấy có một nạn nhân (sau này biết đó là Hoàng Đức P) đang nằm ở phía trước hàng bánh phía sau xe ô tô về phía bên phải thì Q đã lên xe, điều khiển cho xe ô tô đi thẳng, nên hàng bánh sau xe ô tô của Q đã đè lên đầu, làm em P chết ngay tại chỗ. Căn cứ vào các tài liệu, chứng cứ có trong hồ sơ vụ án, như lời khai của người làm chứng gồm Dương Thị H, Nguyễn Xuân H, Phạm Thị T, Hoàng Khánh C; cũng như sơ đồ hiện trường, biên bản khám nghiệm tử thi, kết luận giám định pháp y và đặc biệt là căn cứ vào chính lời khai của bị cáo Q ở giai đoạn ban đầu điều tra vụ án thì thấy bị cáo đã khai: khi xuống kiểm tra thì tôi không chắc chắn nạn nhân đang nằm dưới gầm xe ô tô là còn sống, hay đã chết, vì thực tế lúc đó tôi cũng chưa có căn cứ để xác định được là nạn nhân đã chết, hay còn sống; bị cáo Q còn khai là mặc dù lúc đó bị cáo nhận thức được cho xe tiến lên, hay lùi lại thì cũng đều là rất nguy hiểm, vì nếu lùi xe thì thế nào bánh trước cũng sẽ tiếp tục đè lên người nạn nhân. Lời khai của bị cáo còn thể hiện: khi xuống kiểm tra, bị cáo thấy nạn nhân nằm sát về phía trước của hàng bánh sau xe ô tô, bánh xe ô tô chưa đè hẳn lên đầu người đó, bị cáo mới chỉ nhìn thấy nạn nhân đó nằm bất động về phía trước bánh xe ô tô ở hàng bánh sau phía bên phải. Ngoài ra, bị cáo Q còn có nhiều lời khai khác: mặc dù tôi nhận thức được lúc đó cho xe ô tô lùi lại, hay tiến lên thì cũng đều đè qua người nạn nhân và tôi nhận thức được như vậy, nhưng tôi vẫn chấp nhận cứ cho xe đè qua người nạn nhân.

#### Xét kháng nghị
Xét nội dung kháng nghị phúc thẩm của Viện trưởng, Hội đồng xét xử phúc thẩm thấy: nguyên nhân xảy ra vụ án là do bị cáo thiếu chú ý quan sát trong khi điều khiển xe ô tô, nên đã gây ra tai nạn, làm nạn nhân bị cuốn nằm dưới xe ô tô của bị cáo. Sau khi phát hiện đã va chạm với người tham gia giao thông, thì bị cáo đã dừng xe để xuống kiểm tra, khi xuống kiểm tra thấy có người nằm ngay sát bánh xe ô tô thì bị cáo không tìm cách xử lý mà lại điều khiển cho xe tiếp tục đi thẳng, mặc dù bị cáo đã nhiều lần khai nhận là kể cả việc bị cáo cho xe đi thẳng, hay lùi lại thì đều rất nguy hiểm, nhưng lúc đó bị cáo cứ cho xe tiến lên, hậu quả là nạn nhân bị xe ô tô đè lên làm vỡ hộp sọ và chết ngay tại chỗ. Xét hành vi phạm tội của bị cáo không thuộc trường hợp có tính chất côn đồ và cũng không thuộc trường hợp phạm tội có tính chất man rợ như nội dung kháng nghị, cũng như quan điểm của Kiểm sát viên tại phiên tòa, mà Hội đồng xét xử thấy bị cáo chỉ phạm tội theo như quyết định của Tòa án cấp sơ thẩm; do đó, không có căn cứ để chấp nhận nội dung kháng nghị để xét xử đối với bị cáo.

#### Mức hình phạt
Về nội dung đề nghị tăng mức hình phạt tù đối với bị cáo thì Hội đồng xét xử thấy: sau khi xuống xe để kiểm tra, thấy bánh xe ô tô phía sau bên phải đè sát vào phần cổ, gáy của nạn nhân và mặc dù lúc này bị cáo chưa có căn cứ để nói rằng nạn nhân đã chết, nhưng bị cáo vẫn điều khiển xe đi tiếp, dẫn đến nạn nhân bị chết sau khi xe tiến lên. Hơn nữa, trong quá trình điều tra vụ án, bị cáo lại không thành khẩn nhận tội là thể hiện coi thường pháp luật, trong khi người bị hại không có lỗi gì và lúc này thì tính nguy hiểm đến tính mạng của nạn nhân đang ở mức rất nguy hiểm, mà bị cáo vẫn lái xe đè qua người nạn nhân là điều không thể chấp nhận được đối với bị cáo; Hội đồng xét xử thấy hoàn toàn có căn cứ để chấp nhận xử tăng mức hình phạt tù đối với bị cáo, có như vậy thì mới tương xứng với tính chất – mức độ do hành vi phạm tội của bị cáo gây ra và mới đảm bảo được tính răn đe phòng ngừa tội phạm chung vì mức hình phạt mà Tòa án cấp sơ thẩm xử phạt đối với bị cáo 12 năm tù là còn quá nhẹ, gây bức xúc trong quần chúng nhân dân địa phương nơi xảy ra vụ án.
Xét về nội dung kháng cáo của người có quyền lợi, nghĩa vụ liên quan trong vụ án là Nguyễn Thị D (vợ bị cáo) về nội dung xem xét lại khoản tiền 200 triệu đồng, do bán xe ô tô mà có, Hội đồng xét xử cấp phúc thẩm thấy: Tòa án cấp sơ thẩm đã quyết định truy thu khoản tiền 200 triệu đồng do bán xe ô tô (là phương tiện do bị cáo phạm tội) là đúng pháp luật; do đó, nội dung kháng cáo của người có quyền lợi, nghĩa vụ liên quan là Nguyễn Thị D không được chấp nhận, mà cần thiết phải giữ nguyên như quyết định của bản án sơ thẩm. Các quyết định khác của bản án sơ thẩm không có kháng cáo, kháng nghị đã có hiệu lực pháp luật kể từ ngày hết thời hạn kháng cáo, kháng nghị. Bị cáo kháng cáo về tội danh không được chấp nhận, nên phải chịu án phí hình sự phúc thẩm.

### Quyết định
Từ những nhận định này, Hội đồng xét xử Ủy ban Thẩm phán Tòa án nhân dân cấo cao tại Hà Nội ra quyết định: không chấp nhận nội dung kháng cáo về tội danh của bị cáo Phan Đình Q, cũng như không chấp nhận nội dung kháng cáo của người có quyền lợi, nghĩa vụ liên quan Nguyễn Thị D; chấp nhận kháng cáo của đại diện hợp pháp của người bị hại và chấp nhận một phần kháng nghị của Viện trưởng Viện kiểm sát nhân dân cấp cao tại Hà Nội về nội dung đề nghị tăng mức hình phạt tù đối với bị cáo Q, để sửa bản án sơ thẩm của Tòa án nhân dân tỉnh Hà Tĩnh về phần tăng mức hình phạt tù đối với bị cáo. Nay tuyên: bị cáo Phan Đình Q phạm tội giết người, xử phạt 13 năm, 06 tháng tù. Thời hạn chấp hành hình phạt tù của bị cáo tính từ ngày bị bắt tạm giữ, từ ngày 27 tháng 12 năm 2016. Về xử lý vật chứng, buộc phải truy thu lại số tiền 200 triệu đồng, do vợ bị cáo và gia đình bị cáo đã bán xe ô tô là phương tiện do bị cáo phạm tội. Các quyết định khác của bản án sơ thẩm không có kháng cáo, kháng nghị đã có hiệu lực pháp luật kể từ ngày hết thời hạn kháng cáo, kháng nghị. Bị cáo phải chịu 200.000 đồng án phí hình sự phúc thẩm. Bản án hình sự phúc thẩm có hiệu lực pháp luật kể từ ngày tuyên án, tức 16 tháng 5 năm 2019.